# Ульяновка (Московская область)
Ульяновка — деревня в к сельском поселении Проводниковское. Население — 2 чел. (2010).

## Расположение
Деревня Ульяновка расположена примерно в 3 километрах к западу от черты города Коломны. В полутора километрах к югу от деревни проходит автодорога Р115. Ближайшие сельские населённые пункты — сёла Лысцево, Лукерьино, деревни Верхнее Хорошово и Солосцово.

## Население
| 2002 | 2006 | 2010 |
| ---- | ---- | ---- |
| 2    | ↘0   | ↗2   |